# Birhane Dibaba
Birhane Dibaba (* 11. September 1993 in Moyagajo) ist eine äthiopische Langstreckenläuferin, die sich auf die Marathondistanz spezialisiert hat.

## Werdegang
Am 6. Oktober 2012 gewann Birhane Dibaba den Valencia-Marathon mit 2:29:22 h. 2013 belegte sie den dritten Platz beim Frankfurt-Marathon mit 2:23:01 h. Der Tokio-Marathon 2014 war ihr nächster Lauf und mit 2:22:30 h erreichte sie den zweiten Platz. 
Den Tokio-Marathon 2015 gewann Dibaba in 2:23:15 h. Im selben Jahr belegte sie beim Chicago-Marathon in 2:24:24 h den dritten Platz. 2016 wurde sie beim Tokio-Marathon in 2:23:16 h Fünfte und beim Berlin-Marathon in 2:23:58 h Zweite. Beim Tokio-Marathon 2017 belegte sie in 2:21:19 h den zweiten Platz und im Marathonrennen der Weltmeisterschaften in London in 2:29:01 h Platz 10. Im folgenden Jahr gewann sie den Tokio-Marathon zum zweiten Mal nach 2015 und blieb mit einer Zeit von 2:19:51 h über die Marathondistanz erstmals unter der 2:20-Stundenmarke.
Im April 2019 wurde die damals 25-Jährige in 2:25:04 h Neunte beim London-Marathon. Im September gewann sie den Kopenhagen-Halbmarathon in persönlicher Bestzeit von 1:05:57 h. Im Dezember wurde sie nach 2:18:46 h in persönlicher Bestzeit Dritte beim Valencia-Marathon. Beim Tokio-Marathon im März 2020 steigerte sie sich auf 2:18:35 h und belegte damit den zweiten Platz. Den Valencia-Marathon im Dezember beendete sie in 2:23:07 h auf dem neunten Rang.
Beim Marathon der Olympischen Sommerspiele 2020, der abweichend in Sapporo stattfand, kam sie nicht ins Ziel.

## Persönliche Bestzeiten
- Halbmarathon: 1:05:57 h, 15. September 2019, Kopenhagen
- Marathon: 2:18:35 h, 1. März 2020, Tokio